# Административна подела Бурундија
Република Бурунди је унитарна држава која је административно подељена на три нивоа: покрајине, општине (комуне) и брда (колине).

## Административне јединице

### Покрајине
Највећа административна јединица Бурундија су његове покрајине којих укупно има 18. Име су добиле име по покрајинским административним центрима. Свака покрајина има свог покрајинског гувернера. Покрајинска организација Бурундија формирана је према одређеном броју фактора. Најкасније успостављена покрајина Бурундија је Румонге која је формирана 2015. године а чине је општине које су претходно биле у саставу покрајина Буџумбура-Мери и Бурури.
Покрајине Бурундија су: Бубанза, Буџумбура-Мери, Буџумбура-Рурал, Бурури, Гитега, Карузи, Кајанза, Кирундо, Макамба, Мваро, Мујинга, Мурамвја, Нгози, Рујиги, Румонге, Рутана, Чанкузо и Чибитоке.

### Општине
Општине или комуне (фр. communes) представљају другу највећу административну јединицу Бурундија и има их укупно 119.

### Брда
Најмања административна јединица Бурундија су њена брда или колине (фр. collines) којих укупно има 2.639.